# Czesław Bojarski
Czesław Jan Bojarski (ur. 10 października 1912 w Łańcucie, zm. 2 maja 2003 w Saint-Sauveur) – polski inżynier i wynalazca, fałszerz pieniędzy.

## Życiorys

### Młodość i II wojna światowa
Urodzony 10 października 1912 r. w Łańcucie. Ukończył inżynierię budownictwa na Politechnice Lwowskiej, a w 1939 r. architekturę na Politechnice Gdańskiej. Jego losy w trakcie II wojny światowej są częściowo nieznane, według jednej z wersji ewakuował się na Węgry, według innej uciekł z transportu robotników przymusowych i przedostał się do Francji, gdzie wstąpił do Polskich Sił Zbrojnych. Po klęsce Francji nie ewakuował się do Wielkiej Brytanii, osiadł w Vic-sur-Cère. Pracował dorywczo, a także opracował m.in. model obrotowego fotela z drewna i korka dozującego, jednak żaden z wynalazków nie przyniósł mu sukcesu finansowego.

### Przedsiębiorca
W 1945 r. Bojarski przeniósł się do Paryża, jednak w okresie powojennego kryzysu nie był w stanie znaleźć stałej pracy, szczególnie że wobec słabej znajomości języka francuskiego miał kłopoty ze znalezieniem pracy innej niż w charakterze robotnika niewykwalifikowanego. W tym czasie m.in. pracował w fabryce obuwia. W 1946 r. opracował i opatentował własny model szczoteczki do zębów oraz zatyczki do pojemników. W tym okresie stworzył także projekty plastikowego ołówka, nowego typu maszynki do golenia oraz kapsułek kawowych. Do produkcji swoich wynalazków założył przedsiębiorstwo Obtura, jednak firma szybko zbankrutowała, nim zdążył opatentować wszystkie wynalazki. W 1948 r. ożenił się z Suzanne Teissedre, para miała dwoje dzieci. W tym okresie żył na utrzymaniu rodziny żony.

### Fałszerz

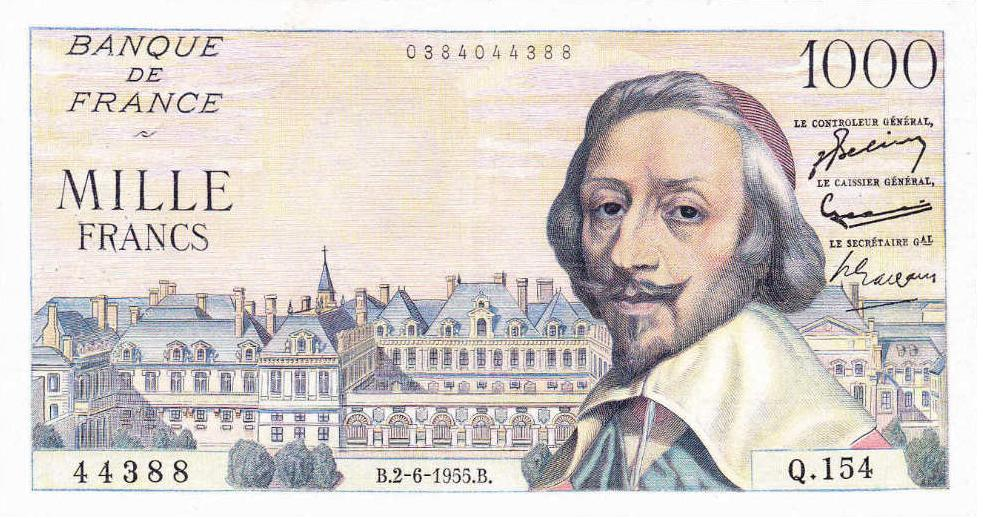
Awers banknotu o nominale 1000 franków

Ostatecznie Bojarski zdecydował się na wytwarzanie pieniędzy. Sumiennie przygotował się do tej działalności, kupując od 1949 r. fachową literaturę i narzędzia. Łącznie przygotowania do produkcji zajęły mu dwa lata. Pierwsze fałszywe banknoty były podróbkami banknotów o nominale 1000 franków z podobizną kardynała A. Richelieu. W 1957 r. Bojarski zdecydował się podrabiać banknoty 5000 franków, jako że policja i banki intensywnie poszukiwały fałszerzy dotychczasowych banknotów. W odróżnieniu od dotychczasowej metody, w której wprowadzał do obiegu pojedyncze banknoty w oddalonych od siebie miejscach w kraju, tym razem zdecydował się płacić nimi podczas rodzinnych wakacji. Jakość i ilość fałszywych banknotów 5000 franków była na tyle wysoka, iż zostały uznane za wyrób zorganizowanej grupy co najmniej 10 osób pracujących na specjalistycznym sprzęcie (nie licząc osób tylko wprowadzających banknoty do obiegu). Francuska policja rozważała też m.in. wątek produkcji banknotów na zlecenie wrogiego państwa.

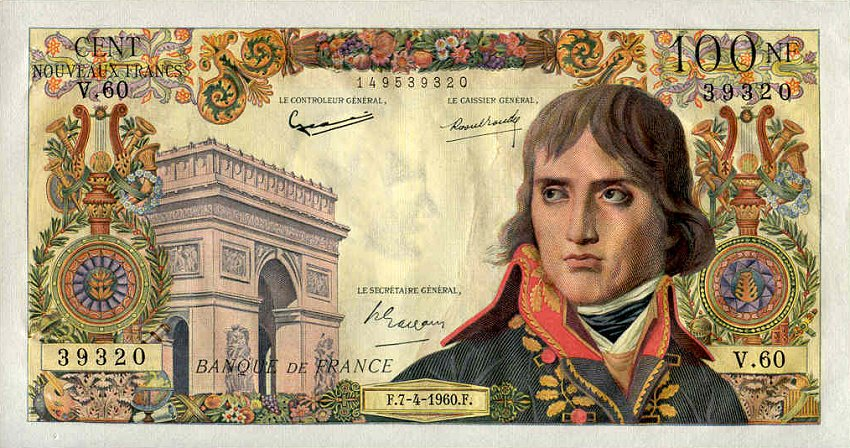
Banknot o nominale 100 franków z Napoleonem

W 1960 r. Bojarski wybudował dom dla rodziny w Montgeron, finansując go ze sfałszowanych pieniędzy oraz środków otrzymanych od teściów. W domu wybudował ukryte i dobrze wyposażone laboratorium do produkcji fałszywych banknotów, wciąż utrzymywał bowiem swoją działalność w tajemnicy przed rodziną. Od tego czasu zaczął prowadzić żmudne prace nad odtworzeniem papieru, farb i szablonu dla banknotu o nominale 100 (nowych) franków z podobizną głowy cesarza Napoleona. Jego prace były niemożliwe do odróżnienia bez przeprowadzenia kilkugodzinnej analizy z użyciem specjalistycznego sprzętu, m.in. różniły się one brakiem jednego włosa na podobiźnie Napoleona.

### Wpadka i kara
Bojarski pozostawał nieuchwytny przez ponad 15 lat. Na jego trop policja wpadła za sprawą znajomego Antoniego Dowgierda, który stał się wspólnikiem Bojarskiego we wprowadzaniu banknotów do obrotu. Dowgierd wiosną 1963 r. wprowadził do spółki szwagra, który lekkomyślnie dokonał wielokrotnych wpłat w jednym oddziale poczty. Aresztowany w 1964 r., po tym jak jego dom przeszukano 17 stycznia 1964 r., po procesie w 1966 r. został skazany na 20 lat więzienia, z którego wyszedł po 13 latach za dobre sprawowanie. Łącznie Bojarski wyprodukował fałszywe pieniądze o wartości ok. 1 mln franków francuskich.
W 1978 r., w czasie odbywania przez niego kary więzienia w jego domu nastąpiła awaria hydrauliczna. W wyniku przeprowadzonych wówczas prac doszło do odkrycia skrytki zawierającej sztabki złota i obligacje, które zarekwirowano na konto pokrycia strat poczynionych przez Bojarskiego.
Zmarł 2 maja 2003 roku.

### Spuścizna
Wytworzone przez niego fałszywe pieniądze stały się cenionymi numizmatami. We Francji był nazywany Cézannem fałszerstwa banknotów, pisarz Dominique Raymond Poirier poświęcił mu książkę Król fałszerzy banknotów, a jego życie stało się inspiracją filmu Ogrodnik z Argenteuil.